# Ettore Romagnoli (grecista)
Ettore Romagnoli (Roma, 11 giugno 1871 – Roma, 1º maggio 1938) è stato un grecista, letterato e traduttore italiano.

## Biografia
Laureatosi nel 1893, durante la sua lunga carriera insegnò come docente universitario dapprima a Catania, poi anche a Roma e Milano. Divenne celebre come saggista e critico letterario, traducendo con grande perizia critica varie opere greche (fra le altre, le tragedie di Euripide, Eschilo e Sofocle, le commedie di Aristofane, l'Iliade e l'Odissea di Omero). Scrisse anche opere di critica letteraria, raccolte di poesie e novelle, e saggi d'argomento teatrale, e compose anche le musiche per alcuni suoi allestimenti di lavori teatrali greci per le stagioni del Teatro Greco di Siracusa. Molte delle odierne rappresentazioni classiche in Italia si rifanno al lavoro di traduzione, revisione e organizzazione della rappresentazione teatrale (musiche, costumi, scena...) fatto da Romagnoli.  
Amante della Sicilia, culla della civiltà greca in Italia, si recava spesso a Gela, città natale della moglie che coi suoi paesaggi costieri e le vestigia di età classica pare lo ispirasse nelle sue fatiche poetiche e letterarie. Fu iniziato in Massoneria il 19 marzo 1903 nella Loggia Venti settembre di Roma e il 21 gennaio 1904 divenne Maestro massone
Nel 1925 fu tra i partecipanti al Convegno per la cultura fascista di Bologna e negli anni a seguire fu uno degli intellettuali più in vista del regime. Accademico d'Italia dal 1929, nel contesto dell'epoca divenne celebre la sua frase "Mussolini è prima di tutto un filosofo"; tuttavia, proprio con il Duce ebbe un forte contrasto nel 1931. In quell'anno la dittatura fascista, per la stesura di alcune iscrizioni per il ponte del Littorio, aveva incaricato l'Accademia d'Italia, che si rivolse a Romagnoli; egli preparò i testi, ma essi furono duramente stroncati da Mussolini in persona. Il motivo ufficiale fu la presunta presenza di errori grammaticali, un'accusa a dir poco umiliante per un illustre letterato come Romagnoli; la vera ragione è facilmente desumibile dal tenore del testo poi accettato, scritto da un ex insegnante e opportunamente arricchito da alti elogi a Mussolini. 
Ettore Romagnoli morì a Roma nel 1938. Ebbe tre figli: Tullia (1918-2015), dalla prima moglie Eugenia Monzani; Emilio (1923-2004) e Lucio (1925-1982), rispettivamente giurista e architetto, dalla seconda, Maria Aldisio di Bona. La primogenita, Tullia Romagnoli Carettoni, fu una partigiana antifascista e svolse una intensa ed importante carriera politica; fu eletta in Parlamento per quattro legislature, nelle file del Partito Socialista Italiano e successivamente come esponente della Sinistra Indipendente all'interno del Partito Comunista, per poi approdare anche al Parlamento Europeo.

## Opere
L'abbondante produzione bibliografica di Ettore Romagnoli spazia dalle opere filologiche alla polemica letteraria, dalle ben note traduzioni dal greco alle opere teatrali e musicali. Qui di seguito si propone un elenco parziale delle opere in volume, pubblicate in massima parte dagli editori Zanichelli di Bologna e Treves di Milano.
- Miti e fantasie (liriche), Lanciano, Carabba, 1910.
- Musica e poesia nell'antica Grecia, Bari, Laterza, 1911.
- Polemica carducciana, Firenze, Edizioni Quattrini, 1911.
- Drammi satireschi, Milano, Treves, 1914.
- Il Canto VIII dell'Inferno, Firenze, Sansoni, 1915.
- Giosuè Borsi, Firenze, Ariani, 1916.
- La figlia del sole. Nuovi drammi satireschi, Milano, Treves, 1916.
- Il monumento a Dante e la parabola del desiderio, Milano, Treves, 1917.
- Minerva e lo scimmione, Bologna, Zanichelli, 1917.
- Vigilie italiche, Milano, Istituto editoriale italiano, 1917.
- L'aurora classica boreale, Bologna, Zanichelli, 1917.
- Lo scimmione in Italia, Bologna, Zanichelli, 1919.
- Paradossi universitari, Milano, Treves, 1919.
- Musica italiana e musica tedesca, Milano, Treves, 1920.
- L'italianità della cultura, Milano, Treves, 1920.
- Carovanieri e antichità classica, La lettura, 1920[4]
- Alcesti dramma di Euripide, Bologna, Zanichelli, 1921. Edizione fuori commercio.
- Il libro della poesia greca, Milano, Treves, 1921.
- Commedie liriche, Bologna, Zanichelli, 1925.
- Aretusa. Introduzione allo studio dei grandi autori greci, Bologna, Zanichelli, 1926.
- Grotteschi (racconti satirici), Bologna, Zanichelli, 1926.
- Il carro di Dioniso, Bologna, Zanichelli, 1926.
- Ricordi romani, Milano, Treves, 1928.
- Il mistero di Persefone (melodramma), Bologna, Zanichelli, 1929.
- I poeti lirici greci, Bologna, Zanichelli, 1931-1936. (Post mortem, l'editore Zanichelli pubblicò, dal 1960 al 1963, la raffinata collana I poeti greci tradotti da Ettore Romagnoli, in otto volumi).
- Odissea (traduzione da Omero), Bologna, Zanichelli, 1934.
- Filologia e poesia, Bologna, Zanichelli, 1958. (Questo volume postumo raccoglie diversi saggi giovanili di letteratura greca, scritti dal Romagnoli tra il 1899 e il 1910).